# Сотницьке (Лубенський район)
Сотницьке — село в Україні, в Лубенському районі Полтавської області. Населення становить 141 осіб. Входить до складу Гребінківської міської громади.

## Географія
Село Сотницьке знаходиться на правому березі річки Сліпорід, вище за течією на відстані 1 км розташоване село Тарасівка, нижче за течією на відстані 2 км розташоване село Почаївка, на протилежному березі - село Новоселівка. Річка в цьому місці звивиста, утворює лимани, стариці та заболочені озера.

## Назва
За радянських часів і до 2016 року село носило назву Жовтневе.

## Історія
Землі, на яких було засновано хутір Сотниківка, з давніх-давен належали козацькому роду Корнієвичів (пізніше вони повернулись до свого предківського прізвища Ограновичі). Можна гадати, що вони були скуплені Григорієм Корнієвичем (1675-1758), який був Пирятинським сотиком з 1719 до 1751 р. У ревізькій книзі 1740 р. є запис: «Підсусідки сотника Пирятинськохо Григорія Корнієвича - тяглих - 1 сім'я; піших - 4 сім'ї». Це ті люди, які зачинали Сотниківку.
За поділом батьківського майна (1760 р.) це поселення, яке називалось Сліпорідським, дісталось синові Михайлові Григоровичу(1713-1764), який теж був сотником першої Пирятинської сотні з 1760 до 1763 р. Він все своє майно заповідав своїй дружині Уляні Іванівні.
За поділом майна Михайла Григоровича (1789 р.) хутір Сліпорідський дістався синові Олексійові Михайловичу (1759-1811), який разом з сім'єю став мешкати в цьому хуторі. В 1832 р. відбувся черговий поділ батьківського майна між синами Олексія Михайловича (ділила їх мати Ганна Григорівна) Михайлом, Миколою і Іваном Олексійовичами.
Сотниківка (так стало називатись, це поселення з тих пір) була поділена між братами Михайлом і Миколою (Іванові дісталась інша маєтність), де мешкало в той час 301 душа селян.
Михайло. Олексійович в 1839 р. помер бездітним і його частина х. Сотниківка була поділена між Миколою та Іваном Олексійовичами, Таким чином основним господарем Сотниківки став Микола Олексійович (1795-1861), який в 1829 р. звільнився у відставку з військової служби підполковником і, одружившись з Єлизаветою Іванівною Бобиніною, став мешкати в своєму хуторі.
Невідомо, скільки землі і селян виділила Ганна Григорівна своїй дочці Наталії Олексіївні, яка в 1812 р. одружилася з поручником бароном Олександром Карловичем фон-Фіркс, Наталія Іванівна (1795-1821 р.р») з Олександром Карловичем виділили свою маєтність в окремий хутір, який назвали Богодарівкою, він був розташований. поряд з Сотниківкою.
У сповідальній відомості Велико-Кручанської церкви за 1838 р. записано: «Спадкоємців померлої поручиці Наталії фон-Фіркс селяни в д. Богодарівці 84 душі; підполковника Миколи Ограновича в д. Сотниківці 150 д.»
За переписом населення 1859 р. в д. Сотниківці Миколи Ограновича мешкало 260 душ, а в д. Богодарівці поміщика Олександра Олександровича фон-Фіркса - 92 душі. У період реформи 1861 р. в Сотниківці 55 господарів-селян одержали наділи для викупу.
Микола Олексійович господарював в Сотниківці до самого свого сконання (1861 р.). Після нього господарювала його дружина Єлизавета Іванівна (1816-1888 рр.) з сином Олексієм Миколайовичем (1834- 1875).
В 1896 р. в Сотниківці налічувалося 63 двори з населенням 384 душі обох статей.
За переписом населення 1910 р. в д. Сотниківці налічувалось 84 господарства (78 селянських, 3 інших непривілегійованих, 3 привілегійованих) з населенням 520 душ обох статей; в Богодарівці налічувалось 21 селянських дворів з населенням 109 душ обох статей.
За цим же переписом населення 1910 р. за всіма господарствами налчувалося придатної землі: в д. Сотниківці - 580 дес., в д. Богодарівці - 84 дес., в х. Розтопир - 102 дес.
Микола Олексійович і Єлизавета Іванівна Ограновичі мали чотирьох синів: Олексія, колезького секретаря, який допомагав матері господарювати в Сотниківці; Володимира (1840 - ?), морського офіцера, капітана 1-го рангу, який довше всіх братів прожив (він був живий ще в 1916 р.); Миколу, теж моряка, який жив в м. Миколаєві, там і помер; Івана і Михайла, які померли до 1888 р.
Після смерті матері (1888 р.) маєтністю розпоряджався Володимир Миколайович. Невелику частину Сотниківської маєтності (близько 160 дес.) він виділив своїй дочці Софії Володимирівні (1878 - ?), яка одружилась з поручником Львом Олександровичем Радьковським.
Решту маєтності він продав: частину землі і панську садибу купив козак Первак Григорій Іванович; селяни Ростопири (5 господарів) придбали 238 дес. землі (за відомостями 1916 року) і виділились в окремий хутір Розтопир (в матеріалах перепису 1910 р. значиться такий хутір).
Про д. Богодарівку і її володарів відомо, що у Наталії Олексіївни і її чоловіка Олександра Карловича фон-Фіркса були діти:, Юлія, Клавдія, Олександр і Марія. Після смерті Наталії Олексіївни (1821 р.) її сім'я ні в Богодарівці, ні в Сотниківці не проживала.
У сповідальній відомості за 1859 рік (за пізніші роки сповідальні відомості не збереглися) Велико-Кручаиської церкви записані селяни (92 душі), власником яких був син Наталії Олексіївни і Олександра Карловича - Олександр Олександрович фон-Фіркс. Про подальшу долю цієї сім'ї і їх маєтності (чи зберігалась за ними, чи була продана) немає відомостей.
З початком радянської окупації забрали землю у багатих людей, сім'ю козака Первака Г. І. виселили із панського будинку і улаштували там хату-читальню.
Приблизно в 1921 році Сотпиківка одержала нову назву Раковщина. Названо на честь комуніста Раковського Християни Георгійовича, вихідця з Болгарії.
У 1927 році в Раковщині збудовано сільбуд за селянські кошти. Напередодні колективізації в селі було два товариства спільного обробітку землі (СОЗи): ім. Чубаря - 40 господарств з 216 га землі; ім. Ворошилова - 29 господарств з 179 га землі.
Мабуть, з 1928 року село стало називатись Ворошилівкою, в склад якого була включена Богодарівка.
Ріст населення села продовжувався і при радянській владі. За переписом населення 1926 р. в селі Раковщині (кол. Сотникінві) мешкала 641 душа, а в Богодарівці - 147 душ.
Кількість населення продовжувала збільшуватися до початку 1930-х р.р. Колективізація, а особливо голодомор 1932—1933 років привели до зменшення населення. За переписом населення 1939 р. в с. Ворошилівка налічувалось - 589 душ, в хуг. ім. Будьонного - 32 д., в х. Червоноармійському - 42 д.
Ці населені пункти охоплювали все населення колишніх с. Раковщини і х. Богодарівки, сумарна кількість населення яких в 1926 р. складала 788 душ. А сумарна кількість населення на тій же території в 1939 р. склала 663 душі. Тобто кількість населення в 1939 р. менша кількості населення цих же сіл в 1926 р. на 125 душ.
Ця цифра неповно характеризує утрату населення цих сіл, в 1930—1933 роки вона була б значно більшою, якби удалось порівняти кількість населення в 1934 р. з кількістю населення в 1929 році.
Складається парадоксальна картина: за період з 1910 р. до 1926 р., в часи, коли населення переживало світову і громадянську війни - кількість населення збільшилась на 159 душ, а за мирний період 1926—1939 р.р. населення тих же сіл зменшилось на 125 душ.
Не повернулися з війни 1941—1945 років 48 сільчан, в роки окупації було розстріляно 8 сільчан.
Утрата в період війни значної частини чоловічої статі населення разом з закономірним відтоком населення із села до міста приводять до подальшого скорочення населення в селі. За переписом населення в 1959 р. в с. Ворошилівці (Жовтневе) мешкало 394 душі, в 1972 р. - 272 д., в 1980 р. - 206 д. в 1990 р. - 159 д.
За територіально-адміністративним поділом Сотниківка і Богодарівка відносилась до 1919 р. до Пирятинської волості Пирятинського повіту, аз 1919 р. - до Ульяновської сільради Пирятинського району. В 1925 р. була створна Раківщинська сільрада в складі сіл: Раківщина, Новоселівка, Скочак. Богодарівка.
В 1947 р. Раківщинська (а точніше Ворошилівська) сільрада ще існувала, а до 1957 р. її ліквідували, і с. Ворошилівка (Жовтневе) повернуто до Ульяновської сільради;
Медичними послугами мешканці користувались в Пирятинській лікарні. У 1930-х роках в Ульяновці були створені фельдшерський пункт і пологове відділення, які обслуговували і мешканців с. Ворошилівка. З утворенням Гребінківської районної лікарні мешканці Ворошилівки користувались її послугами.
Школа почала тут функціонувати з 1873 року, а приміщення шкільне побудоване в 1891 році на кошти земства (будівництво обійшлося в 600 карбованців).
Навчалося діток в школі: в 1894 році - 50 (44 хлопчики і 6 дівчаток); в 1895 - 53 (45 хлопчиків і 8 дівчаток).
В 1903 році Пирятинські земські збори постановили про видачу грошової допомоги на будівництво нової Сотниківської школи: мабуть, приміщення, споруджене в 1891 році, стало непридатним. І тільки в 1912 році було збудовано цегляне приміщення з двома класними кімнатами. Учителем працював Микола Михайлович Задацький (уродженець х. Сотниківки), який учителював тут 20 років, починаючи з 1903-го. Після нього - Бей (Гей) Іван Федорович і інші.
Мешканці Сотниківки відносились до парафії Іоанно-Богословської церкви с. Велика Круча. В Сотниківці була своя церківка, нам невідомо ким і коли вона була побудована.
От що пише М. В. Стороженко в книзі «З мого життя»: «У Сотницькому жила стара Єлизавета Іванівна Огранович із сином Олексієм та дочками - так там була невеличка таки з цегли церківка, то разів 10 на рік він (священик Велико - Кручанської церкви Л. Пискорський - Прим, авт.) правив там службу».
У селі була початкова школа, яку закрили в 1987 році.
В Жовтневому був сільський клуб у старому приміщенні, ним завідували Деркач Петро Іванович, Паталахов василь Степанович, а в 1962 році збудували новий клуб, в якому стали працювати Таран Ганна Гаврилівна, Остапенко Олексій Кузьмович. В Жовтневому клубі був великий драматичний колектив під керівництвом завідувачки Балимової Н.Я., в якому брали участь більше тридцяти учасників. Цей колектив був удостоєний звання Народний самодіяльний колектив.
Не можна не згадати, як в 50-роки минулого століття і до 80-х років Бабіченко Ілля Михайлович і Наєнко Олексій Олександрович кінопересувною забезпечували показ художніх фільмів в Ульяновці і Жовтневому, а після перегляду фільмів для молоді ще й організовували танці.
Після об'єднання всіх колгоспів в один імені Ульянова були дві молочно-товарні ферми в Ульяновці і Жовтневому.
У 70-ті роки у Жовтневому була велика кролеферма, якою керував Бузало Я. П.

## Населення

### Мова
Розподіл населення за рідною мовою за даними перепису 2001 року:
| Мова       | Кількість | Відсоток |
| ---------- | --------- | -------- |
| українська | 137       | 97.16%   |
| російська  | 4         | 2.84%    |
| Усього     | 141       | 100%     |